# Zračna luka Gibraltar
Zračna luka Gibraltar (engleski Gibraltar Airport ili North Front Airport) (IATA: GIB, ICAO: LXGB) civilna je zračna luka koja služi britanskom prekomorskom teritoriju Gibraltaru. U vlasništvu je britanskog Ministarstva obrane za potrebe Kraljevskog ratnog zrakoplovstva (RAF). Civilni operateri rabe zračnu luku, a trenutačno se odvijaju letovi samo prema Ujedinjenoj Kraljevini.
Posebnost ove zračne luke je ta što Avenija Winstona Churchilla (glavni cestovni pravac prema kopnenoj granici sa Španjolskom) presijeca pistu zračne luke, zbog čega se ona mora zatvarati prilikom svakog slijetanja ili uzlijetnanja zrakoplova.
Zračna luka izgrađena je tijekom Drugog svjetskog rata. Pista zračne luke kasnije je produžena nasipavanjem u Gibraltarskom zaljevu, prije svega stijenama koje izvađene tijekom kopanja vojnih tunela u Stijeni.